# Srebrenica
Srebrenica (cyr. Сребреница) – miasto w Bośni i Hercegowinie, w Republice Serbskiej, siedziba gminy Srebrenica. W 2013 roku liczyło 4709 mieszkańców, z czego większość stanowili Boszniacy.
Miasto zawdzięcza swoją nazwę wydobyciu srebra. Obecnie działa w nim kopalnia soli i uzdrowisko. W jego pobliżu działały także kopalnie ołowiu, cynku i złota. W 1991 zamieszkane przez 37 213 osób, z czego blisko 73% stanowili bośniaccy Muzułmanie, a 25% Serbowie.
W czasie wojny domowej w Bośni i Hercegowinie (1992–1995) stało się tzw. strefą bezpieczeństwa pod nadzorem ONZ, w którym schroniły się tysiące muzułmanów z okolicznych ziem opanowanych przez Serbów.
Okrążonej enklawy miał bronić holenderski oddział UNPROFOR. 9 lipca 1995 Serbowie rozpoczęli szturm na miasto. Oddział holenderski nie podjął żadnych działań obronnych, a cała ludność miasta znalazła się w rękach Serbów, mieszkańcy i uciekinierzy zostali wypędzeni. W ciągu kolejnych dni w okolicach miasta serbskie oddziały wymordowały ponad 7 tysięcy muzułmańskich mężczyzn i chłopców.
W mieście znajduje się pamiątkowy cmentarz ekshumowanych z masowych grobów i zidentyfikowanych ofiar masakry (1910 osób). Muzułmańscy mieszkańcy miasta do dziś w większości nie powrócili do swych domów.